# Zapiola (Buenos Aires)
Zapiola es una localidad del partido de Lobos, provincia de Buenos Aires, Argentina. Se encuentra ubicada a 18 km al noreste de la ciudad de Lobos, cabecera del partido, y a 87 km de la Capital Federal.